# Chris Chameleon
Chris Chameleon est un artiste sud-africain né le 28 juillet 1971 à Johannesbourg. Il effectue actuellement une carrière solo, après avoir été le leader charismatique et bassiste du groupe Boo!. Il est aussi un acteur connu en Afrique du Sud et a fait de nombreuses apparitions dans des séries télévisées.
Il a par ailleurs sorti un album en afrikaans intitulé 7de Hemel, du nom d'une série dans laquelle il jouait le personnage principal, un musicien. 
En 2006 il a sorti deux albums Shine et Ek Herhaal Jou, ce dernier étant une adaptation musicale de poèmes d'Ingrid Jonker, une poétesse connue d'Afrique du Sud.
En juillet 2007, il sort un nouvel album en afrikaans intitulé Ek vir jou.

## Discographie
- Ek Herhaal Jou
- 7de Hemel
- Shine (Album en Anglais)
- Ek Vir Jou (2007)